# Première Nation de Constance Lake

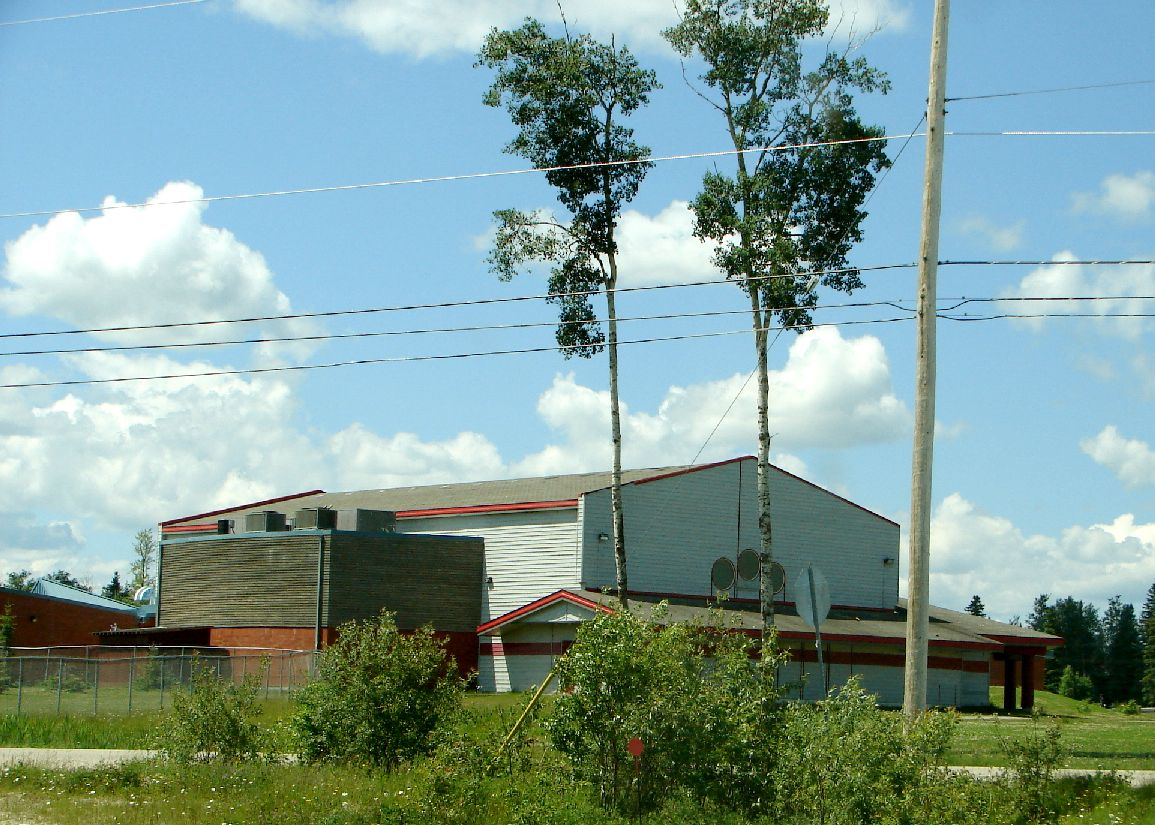
Centre communautaire de Constance Lake

La Première Nation de Constance Lake est une bande indienne de la Première Nation oji-cree du Nord de l'Ontario au Canada. Elle est située sur les rives du lac Constance près de Hearst dans le district de Cochrane. Elle comprend une population totale enregistrée de 1 605 membres avec une ascendance ojibwés et crie dont environ 820 vivent sur une des réserves. Elle possède deux réserves, Constance Lake 92 (en) et English River 66 (en), totalisant une superficie de 7 686 acres. Elle est signataire du Traité 9 et elle fait partie des Premières Nations Matawa et de la Nishnawbe Aski Nation.

## Gouvernement
La Première Nation de Constance Lake est gouvernée par un conseil élu composé d'un chef et de six conseillers.

## Services
Le service de police sur les réserves de la Première Nation de Constance Lake est opéré par le Nishnawbe-Aski Police Service (en).

## Annexe